# 张德顺 (田径运动员)
张德顺（1996年2月21日—），中国女子田径运动员，主攻长跑，曾获得2018年亚洲运动会女子10000米铜牌、2019年夏季世界大学生运动会女子10000米金牌和女子半程马拉松团体银牌，以及2022年亚洲运动会女子马拉松银牌。